# Sasso della Dolorosa
Il Sasso della Dolorosa (682 m s.l.m.) è una cima appartenente alla piccola catena montuosa dei Monti Pisani; dalla sua cima partono le linee di spartiacque che costituiscono i confini fra le vallate di Vicopisano, di Buti e di Calci. È particolarmente noto per il fatto che i Fiorentini, impegnati nella guerra contro Pisa, nel 1496 vi costruirono un forte a pianta triangolare, con il duplice scopo di isolare la fortezza della Verruca e di controllare al meglio la situazione nelle tre valli circostanti, la posizione strategica della cima infatti, trovandosi sul punto di intersezione delle già citate linee di spartiacque, permetteva una grande libertà di azione.
Tuttavia, questo avamposto venne con tutta probabilità costruito frettolosamente, in quanto solo pochi detriti sono sopravvissuti fino a oggi. Per raggiungere ciò che resta del fortino, è necessario lasciare l'auto al Passo di Prato Ceragiola, prendere il sentiero 00 in direzione sud, fino ad arrivare sotto alla cima del Sasso, che è possibile raggiungere solo inerpicandosi fra gli alberi e i rovi.